# Camille Bodin-Legendre
Camille Bodin-Legendre est un architecte français, travaillant dans la seconde moitié du XIXe siècle.

## Carrière

### Constructions
Camille Bodin-legendre a travaillé pour le diocèse d'Albi. Il a supervisé la construction des églises Saint-Joseph et Notre-Dame-de-la-Drèche à Albi.

### Restaurations controversées
Camille Bodin-Legendre est un disciple d'Eugène Viollet-le-Duc dont la devise est : « Restaurer un édifice, ce n'est pas l'entretenir, le réparer ou le refaire, c'est le rétablir dans un état complet qui peut n'avoir jamais existé à un moment donné. » Il est intervenu dans plusieurs opérations de restauration de monuments pour lesquelles il s'est aliéné les partisans d'une restauration à l'identique. 
Il supervise la restauration de l'intérieur de la collégiale Saint-Salvi. À la suite de ces travaux, des chapiteaux romans sont remplacés. Ils soulèvent l'indignation de l'inspecteur des monuments historiques Émile Boeswillwald, passé à Albi en 1875 : «A mon arrivée à Albi, on avait déjà remis à neuf la majeure partie des voutes, fenêtres, piliers et murs du transept et de la nef, c'est-à-dire qu'on venait de remplacer les bases des piliers sans en reproduire le profil ancien». Son avis est appuyé par l'historien et ministre de l'Instruction publique, des Cultes et des Beaux-arts, Henri Wallon, qui demande le déclassement de la collégiale : «L'église Saint-Salvi dont l'abside avait déjà été défigurée par la construction en brique d'un couloir qui l'entoure n'a plus aujourd'hui [...] l'intérêt qui l'avait fait classer. J'ai décidé en conséquence [...] que cet édifice ne figurait plus sur la liste de classement». 
Dans l'abbatiale de l'Abbaye Saint-Michel de Gaillac, une chaire et la transformation de la nef en style neo-roman sont menés contre l'avis de la commission supérieure des monuments historique. Un croquis de Viollet-le-Duc, réalisé en 1843, est la seule trace de l'état initial avant restauration.
Il a préconisé la démolition de l'Église Notre-Dame-de-l'Annonciation de Roumanou, finalement sauvée par le changement de conseil municipal.

## Famille
Il est le père de Paul Bodin, ingénieur, notamment connu pour avoir dirigé la construction du viaduc du Viaur.

## Sources et références
1. ↑  Jean-Louis Biget, Congrès archéologique de France. 140e session, Albigeois, 1982 : Collégiale Saint-Salvi, Paris, Société Française d'Archéologie, 1985, 462 p., p. 170
2. ↑  Guy Ahlsell de Toulza et Daniel Cazes, Congrès archéologique de France. 140e session, Albigeois, 1982 : L'église abbatiale Saint-Michel de Gaillac, Paris, Société Française d'Archéologie, 1985, 462 p., p. 283 et 287
3. ↑  M. Greslé-Bouignol, Congrès archéologique de France. 140e session, Albigeois, 1982 : Roumanou, Paris, Société Française d'Archéologie, 1985, 462 p. (lire en ligne), p. 420 et 421